# Митридат III (царь Парфии)
Митридат III — царь Парфии, правил в 58/57 — 54 годах до н. э. Из династии Аршакидов, сын Фраата III. Вместе со своим братом Ородом II он сверг и убил своего отца. После чего братья начали долгую и ожесточённую борьбу за царство.
Нумизматические данные так же, как и заявление ранних историков, подтверждают, что старший брат Митридат III первым унаследовал престол своего отца. Однако Митридат, чей главный оплот находился в Мидии, повёл себя столь неблаговидно, что был изгнан знатью, как уверяет Юстин, за жестокость. На престол вступил его младший брат Ород II. Плутарх добавляет, что возвращению Орода из изгнания и его воцарению на престоле способствовал знатный и способный военачальник Сурена.
Вынужденный бежать, Митридат нашёл убежище у римского военачальника Авла Габиния, бывшего в то время проконсулом Сирии. Несмотря на существование закона, запрещавшего наместникам вторгаться на территории за пределами собственных границ их провинций или начинать войну по своему собственному желанию, Митридат уговорил Габиния помочь ему вернуть потерянную территорию. В данном случае Габиний мог ухватиться за «соломинку» законности: декрет Сената поставил под его начало сирийцев, арабов, персов и Вавилон. Проконсул с отрядом пересёк Евфрат, однако царь Египта Птолемей XI Авлет, который также был изгнан из своей страны, подкрепил свою просьбу о помощи гораздо более крупной суммой денег, чем смог предложить парфянин. Митридат вместе с одним из своих помощников Орсамом остался вместе с Габинием и не терял надежды вплоть до победы римлян над набатейцами, одержанной на пути в Египет весной 55 года до н. э.
Не поддавшись отчаянию из-за этой неудачи, Митридат начал гражданскую войну, в ходе которой захватил Вавилон, а также царский город Селевкией, где он выпустил монеты, изображающие богиню Тихе с пальмовой ветвью в руке, приветствующую нового правителя. Вскоре войска Орода отвоевали Селевкию под руководством его очень способного главнокомандующего Сурена, который первым взобрался на стены города. Вавилон капитулировал из-за голода, вызванного долгой осадой. «Митридат, надеясь на родственные отношения, добровольно предался во власть Орода. Однако, Ород, считая его скорей своим врагом, чем братом, приказал его убить у себя на глазах».
Ород захватил всю эмиссию монет, отчеканенных Митридатом в Селевкии, и перечеканил их, изобразив Селевкию, преклонившую колена в знак подчинения, и самого себя, протягивающего правую руку, чтобы помочь ей подняться. С убийством Митридата, Ород оказался единственным правителем парфян.